# Radomir Đalović
Radomir Đalović (* 29. Oktober 1982 in Bijelo Polje) ist ehemaliger montenegrinischer Fußballspieler und aktueller -trainer.

## Spielerkarriere

### Verein
Đalović begann seine Karriere beim FK Jedinstvo Bijelo Polje und FK Roter Stern Belgrad. 2001 wechselte er zum FK Železnik. Zur Saison 2002/03 ging er weiter zu NK Zagreb. Im Januar 2005 wechselte er zu Arminia Bielefeld. Dort stand er allerdings nur selten in der Startelf und wechselte 2006 zu Kayseri Erciyesspor. Dort blieb er nur ein Jahr und wechselte dann zu HNK Rijeka. Anschließend spielt er in Rumänien für Rapid Bukarest. Dann folgten weitere Stationen in Russland, im Iran, China, Thailand und seit 2016 war er wieder in seiner Heimat Montenegro aktiv. Zuletzt stand er dort 2020 bei FK Grbalj Radanovići unter Vertrag und beendete dann seine aktive Karriere.

### Nationalmannschaft
In den Jahren 2003 und 2004 bestritt der Stürmer drei Partien für die damalige Serbisch-montenegrinische U-21. Am 17. Oktober 2007 debütierte Đalović dann beim Spiel gegen Estland in der montenegrinischen A-Nationalmannschaft. Am 26. März 2008 schoss er sein erstes Tor für die Nationalmannschaft beim Sieg gegen Norwegen. Bis 2011 absolvierte er insgesamt 26 Länderspiele, in denen er sieben Treffer erzielen konnte.

## Trainerkarriere
Zur Saison 2024/25 übernahm Đalović den Posten des Trainers beim HNK Rijeka, zuvor war er seit 2023 als Co-Trainer bei diesem Verein tätig. In seiner ersten Saison als Trainer gewann er direkt das Kroatische Double mit dem Sieg der Meisterschaft und dem Pokal, dies war zuvor als Trainer bei Rijeka nur Matjaž Kek in der Saison 2016/17 gelungen. 

## Erfolge
Erfolge als Spieler :
- Jugoslawischer Meister: 2001
- Iranischer Pokalsieger: 2013
- Thailändischer Ligapokalsieger: 2014
- Montenegrinischer Meister: 2017

Erfolge als Trainer :
mit HNK Rijeka
- Kroatischer Meister: 2025
- Kroatischer Pokalsieger: 2025